# Brzet (arheološko nalazište)
Brzet, arheološko nalazište u Omišu, zaštićeno kulturno dobro.

## Opis dobra
Vrijeme nastanka je od 4. do 6. stoljeća. Arheološko nalazište „Brzet“ kod Omiša pronađeno je sredinom 2004. godine prilikom proširenja igrališta ispred Paviljona A hotela „Brzet“ u Omišu kada se naišlo na dio poklopca sarkofaga i zidove nepoznate građevine. Arheološkim istraživanjima ustanovljeno je da se radi o jednobrodnoj starokršćanskoj crkvi, dužine oko 20 m, orijentiranoj sjeverozapad – jugoistok. S unutrašnje strane je prostrana apsida sa subselijom koja je u sjevernom dijelu prekinuta naknadno podignutim grobom. Na sjeverni transept nastavljaju se dvije manje prostorije. U istočnoj su zidovi sačuvani do visine prozora, a pronađena je i potpuno očuvana podnica. Inače, zidovi u sjevernom dijelu crkve sačuvani su do visine od 160 cm. Dosadašnjim istraživanjima otkriven je i narteks iz kojeg se ulazilo u crkvu, a pod mu je bio prekriven kvadratnim opekama kao i brod crkve. Ispod razina poda pronađena su tri sarkofaga. Od kamenog crkvenog inventara tu su pronađeni: ulomak reljefa oltarne pregrade s križem unutar vijenca, potpuno sačuvan impost kapitel, ulomak stupa te ulomak prozorske tranzene, a od nalaza u ostalom dijelu crkve treba izdvojiti i kapitel oltarne pregrade, ulomak plitkog reljefa s prikazom haste križa te brojne ulomke staklenih svjetiljki u obliku lijevka i kasnoantičke keramike. Istraživanjima 2011. godine unutar baptisterija, na jugozapadnom dijelu nalazišta, otkriven je ostatak krsnog zdenca oslikan crvenim i plavim linijama. Zidni oslici nalaze se i na zidovima transepta. Uokolo i uz samu crkvu nalaze se groblje čiji areal bi se trebao utvrditi budućim arheološkim istraživanjima. Predio Brzet u Omišu nosi ime po istoimenom potoku na kojem su se nekad nalazile mlinice, a hotelsko naselje je sagrađeno 1962. godine. Inače jedini podatak u literaturi, koji se, vjerojatno, odnosi na ovu crkvu donosi S. Kovačić koji navodi dokument iz 1527. godine u kojem se govori o crkvi sv. Eufemije uz obalu. Inače tlocrtnom dispozicijom, potkovastom apsidom te ukrasnim elemetima (kamena plastika i freske) crkva u Brzetu podsjeća na ranokršćansku crkvu u uvali Lovrečini na otoku Braču te predstavlja najvažniji nalaz starokršćanskog perioda, zadnjih desetljeća, u Dalmaciji.

## Zaštita
Pod oznakom Z-5687 zavedeno je kao nepokretno kulturno dobro – pojedinačno, pravna statusa zaštićena kulturnog dobra, klasificirano kao "arheološka baština".